# Любовь и милосердие
«Любовь и милосердие» (англ. Love & Mercy) — американский биографический фильм режиссёра Уильяма Полада. Фильм рассказывает о жизни сооснователя The Beach Boys Брайана Уилсона.
Премьера фильма состоялась на Кинофестивале в Торонто в сентябре 2014 года.

## Сюжет
В 1960-х годах молодой автор песен Брайан Уилсон находится на пике славы после нескольких успешных записей с The Beach Boys. В то же время, он начинает страдать от психических расстройств и слуховых галлюцинаций. В 1980-х годах Уилсон всё также испытывает проблемы с психикой и находится под надсмотром терапевта Юджина Ленди. Он встречает Мелинду Ледбеттер, которая, увидев как Ленди обращается с Уилсоном, решает ему помочь.

## В ролях
- Пол Дано — молодой Брайан Уилсон
- Джон Кьюсак — Брайан Уилсон
- Элизабет Бэнкс — Мелинда Ледбеттер
- Пол Джаматти — Юджин Ленди[англ.]
- Джейк Абель — Майк Лав
- Грэм Роджерс — Алан Джардин
- Кенни Вормолд — Деннис Уилсон
- Билл Кэмп — Мюррей Уилсон[англ.]
- Джоанна Гоинг — Одри Уилсон
- Ник Гелфусс — Брюс Джонстон

## Критика
Фильм получил положительные отзывы кинокритиков. На сайте Rotten Tomatoes фильм имеет рейтинг 91 % на основе 188 рецензий со средним баллом 7.7 из 10. На сайте Metacritic фильм имеет оценку 80 из 100 на основе 40 рецензий критиков, что соответствует статусу «в целом положительные отзывы».

## Награды и номинации
- 2016 — 2 номинации на премию «Золотой глобус»: лучшая мужская роль второго плана (Пол Дано), лучшая песня («One Kind of Love»)[5]
- 2016 — 4 номинации на премию «Спутник»: лучшая мужская роль второго плана (Пол Дано), лучшая женская роль второго плана (Элизабет Бэнкс), лучший оригинальный сценарий (Майкл А. Лернер, Орен Моверман), лучшая песня («One Kind of Love»)
- 2016 — 2 номинации на премию «Выбор критиков»: лучшая мужская роль второго плана (Пол Дано), лучшая песня («One Kind of Love»)
- 2016 — номинация на премию «Независимый дух» за лучшую мужскую роль второго плана (Пол Дано)[6]
- 2016 — 2 номинации на премию «Готэм»: лучшая мужская роль второго плана (Пол Дано), лучший  сценарий (Майкл А. Лернер, Орен Моверман)[7]